# Austrolimnophila luteipleura
Austrolimnophila luteipleura är en tvåvingeart som beskrevs av Alexander 1949. Austrolimnophila luteipleura ingår i släktet Austrolimnophila och familjen småharkrankar. Inga underarter finns listade i Catalogue of Life.